# Dino Cinieri
Dino Cinieri, né le 9 juillet 1955 à Firminy (Loire), est un homme politique français.

## Biographie

### 2001-2008: maire
Il est élu maire de Firminy en mars 2001 et pendant 7 ans, succédant à 30 années de gestion communiste.

### 2002-2023: député
Il est élu député le 16 juin 2002, pour la XIIe législature (2002-2007), dans la 4e circonscription de la Loire. Il fait partie du groupe Union pour un mouvement populaire (UMP) et est membre du Parti chrétien-démocrate (PCD).
Il est réélu en juin 2007. Il est président du groupe d'amitié France-République tunisienne et est également vice-président des groupes d'amitié France-Brésil, France-Inde et France-Maroc, ainsi que secrétaire des groupes France-Égypte, France-Italie et France-Guinée équatoriale à l'Assemblée nationale.
En mars 2008, il perd son siège de maire de Firminy face au communiste Marc Petit, et ne parvient pas à le reconquérir en 2014 ; la gauche reprend donc la gestion de la ville.
Il soutient dès juillet 2011 la candidature de Nicolas Sarkozy à l'élection présidentielle de 2012, alors que Christine Boutin avait annoncé son intention de se présenter. Sa ligne de conduite par rapport aux convictions du Parti chrétien-démocrate demeure ambiguë,.
Il est réélu de peu pour un troisième mandat de député à l'issue d'une triangulaire difficile lors des élections législatives de juin 2012. Il est alors élu secrétaire de l'Assemblée nationale et est membre de la commission économique.
En décembre 2015, à l'occasion des Élections régionales françaises de 2015 : il fait campagne pour Laurent Wauquiez, candidat du rassemblement de la Droite et du Centre (Union pour un mouvement populaire - Union des démocrates et indépendants (UDI) - Mouvement démocrate (MoDem)) pour la présidence de la Région Auvergne-Rhône-Alpes, qui remporte l'élection face au Président sortant Jean-Jack Queyranne. Désormais à la tête du Conseil régional, il nomme Dino Cinieri « Conseiller spécial auprès du Président ».
En septembre 2016, il soutient Nicolas Sarkozy pour la primaire présidentielle des Républicains de 2016. Nicolas Sarkozy ayant perdu la primaire et restant fidèle à son parti politique, il soutient François Fillon (vainqueur de la primaire) pour la campagne des présidentielles de 2017.
Il brigue un quatrième mandat de parlementaire à l'Assemblée nationale, lors des élections législatives de 2017 qu'il remporte.
Il confirme sa position politique, notamment lors de la division des Républicains (LR), en clarifiant qu'il reste fidèle à son parti politique et qu'il ne rejoint donc pas le groupe parlementaire de La Droite Constructive (rassemblement de parlementaires dissidents LR et UDI à l'Assemblée nationale).
Il fait partie des soutiens proches et fidèles de Laurent Wauquiez et signe une Tribune appelant à la candidature du président de la Région Auvergne-Rhône-Alpes, à la présidence du parti Les Républicains. Il le parraine pour le congrès des Républicains de 2017.
Laurent Wauquiez remportant les élections internes de son parti politique face à Florence Portelli et Maël de Calan, il décide de nommer le député au Bureau politique, à la Commission nationale d'investiture et à la Trésorerie du parti en tant que trésorier-adjoint aux côtés de Daniel Fasquelle.
Le 11 janvier 2022, Cinieri annonce démissionner du groupe d’amitié France-Azerbaïdjan de l'Assemblée Nationale. Il dénonce les mensonges du régime de Bakou lors de la seconde guerre du Haut-Karabagh, qui prétendait qu'il s'agissait d'un simple conflit de droit territorial. Il précise « ne pas cautionner des pratiques haineuses qui révèlent clairement une volonté de détruire un peuple, sa culture et sa foi. 106 ans après le génocide qui visait à exterminer les Arméniens, l’histoire se répète ».
Le 9 novembre 2023, il annonce son intention de démissionner de son mandat de député, démission effective le 30 novembre 2023. Devenu le 8 novembre vice-président du Parc naturel régional du Pilat, il est en effet en situation de cumul de mandat. Sa suppléante Sylvie Bonnet prend sa place à l'Assemblée nationale. Sa démission ayant eu lieu en raison de l'incompatibilité entre ses deux mandats, il n'est pas procédé à une élection législative partielle.

### Vie privée
Ancien franc-maçon, il a été membre de la Grande Loge nationale française (GLNF). Il est le beau frère de la conseillère départementale ligérienne Danièle Cinieri et l'oncle de la conseillère municipale stéphanoise, Laura Cinieri.

## Détail des mandats et fonctions
Mandats locaux
- 20 mars 1989 - 18 juin 1995 : Conseiller municipal de Firminy
- 19 mars 2001 - 16 mars 2008 : Maire de Firminy
- De 2014 à 2016 : Conseiller municipal de Firminy et Conseiller métropolitain à Saint-Étienne Métropole.
- 16 mars 1998 - 28 juin 2002 : Conseiller régional de Rhône-Alpes
- Depuis le 1er janvier 2016 : Conseiller régional d'Auvergne-Rhône-Alpes, Membre de la commission permanente, Conseiller spécial auprès du Président.

Mandats partisans
- De 2008 à 2016 : Président départemental de l'UMP (devenu Les Républicains)
- Depuis le 27 janvier 2018 : Trésorier-adjoint Les Républicains, Membre du Bureau Politique et Membre de la Commission National d'Investiture

Mandats parlementaires
- 2002 - 2007 : Député de la 4e circonscription de la Loire
- 2007 - 2012 : Député de la 4e circonscription de la Loire
- 2012 - 2017 : Député de la 4e circonscription de la Loire
- 2017 - 2022 : Député de la 4e circonscription de la Loire
- 2022 - 2023 : Député de la 4e circonscription de la Loire